# Кушья (станция)
Кушья — пассажирская и грузовая железнодорожная станция Ижевского отделения Горьковской железной дороги в селе Кушья Игринского района Удмуртии. Открыта в 1945 году.
Станция осуществляет приём и выдачу повагонных и мелких отправок на подъездных путях.